# They-sous-Montfort
They-sous-Montfort és un municipi francès, situat al departament dels Vosges i a la regió del Gran Est. L'any 2007 tenia 161 habitants.

## Demografia

### Població
El 2007 la població de fet de They-sous-Montfort era de 161 persones. Hi havia 68 famílies, de les quals 17 eren unipersonals (13 homes vivint sols i 4 dones vivint soles), 30 parelles sense fills, 17 parelles amb fills i 4 famílies monoparentals amb fills.
La població ha evolucionat segons el següent gràfic:
Habitants censats

### Habitatges
El 2007 hi havia 79 habitatges, 70 eren l'habitatge principal de la família, 1 era una segona residència i 8 estaven desocupats. 73 eren cases i 6 eren apartaments. Dels 70 habitatges principals, 61 estaven ocupats pels seus propietaris, 7 estaven llogats i ocupats pels llogaters i 2 estaven cedits a títol gratuït; 1 tenia una cambra, 2 en tenien dues, 7 en tenien tres, 12 en tenien quatre i 48 en tenien cinc o més. 61 habitatges disposaven pel capbaix d'una plaça de pàrquing. A 31 habitatges hi havia un automòbil i a 35 n'hi havia dos o més.

### Piràmide de població
La piràmide de població per edats i sexe el 2009 era:
| Homes | Edats   | Dones |
| ----- | ------- | ----- |
| 0     | 95 o +  | 0     |
| 0     | 90 a 94 | 0     |
| 0     | 85 a 89 | 0     |
| 0     | 80 a 84 | 4     |
| 0     | 75 a 79 | 0     |
| 4     | 70 a 74 | 0     |
| 4     | 65 a 69 | 8     |
| 4     | 60 a 64 | 8     |
| 0     | 55 a 59 | 0     |
| 4     | 50 a 54 | 8     |
| 8     | 45 a 49 | 4     |
| 8     | 40 a 44 | 12    |
| 8     | 35 a 39 | 8     |
| 12    | 30 a 34 | 8     |
| 8     | 25 a 29 | 4     |
| 0     | 20 a 24 | 12    |
| 12    | 15 a 19 | 16    |
| 12    | 10 a 14 | 8     |
| 4     | 5 a 9   | 8     |
| 8     | 0 a 4   | 12    |

## Economia
El 2007 la població en edat de treballar era de 100 persones, 72 eren actives i 28 eren inactives. De les 72 persones actives 71 estaven ocupades (37 homes i 34 dones) i 1 aturada (1 home). De les 28 persones inactives 18 estaven jubilades, 5 estaven estudiant i 5 estaven classificades com a «altres inactius».

### Ingressos
El 2009 a They-sous-Montfort hi havia 67 unitats fiscals que integraven 160 persones, la mediana anual d'ingressos fiscals per persona era de 19.597,5 €.

### Activitats econòmiques
Dels 6 establiments que hi havia el 2007, 1 era d'una empresa de construcció, 1 d'una empresa de comerç i reparació d'automòbils, 3 d'empreses d'hostatgeria i restauració i 1 d'una entitat de l'administració pública.
Dels 3 establiments de servei als particulars que hi havia el 2009, 1 era un electricista i 2 restaurants.
L'any 2000 a They-sous-Montfort hi havia 9 explotacions agrícoles que ocupaven un total de 436 hectàrees.

## Equipaments sanitaris i escolars
El 2009 hi havia una escola elemental integrada dins d'un grup escolar amb les comunes properes formant una escola dispersa.

## Poblacions més properes
El següent diagrama mostra les poblacions més properes.